# John Pittí
John Pittí (Chiriquí, Panamá, 2 de agosto de 1978) es un exárbitro de fútbol panameño.

## Trayectoria
Comenzó su carrera en el torneo Sub-17 de Concacaf el 7 de diciembre de 2012, en un empate sin goles entre Nicaragua y Guatemala.
Se estrenó como árbitro internacional en la Copa Mundial de Fútbol de 2018, como cuarto árbitro. El 6 de junio de 2021, Pitti arbitró la final de la edición inaugural de la Liga de Naciones de la CONCACAF.